# Stormvloed van 1906

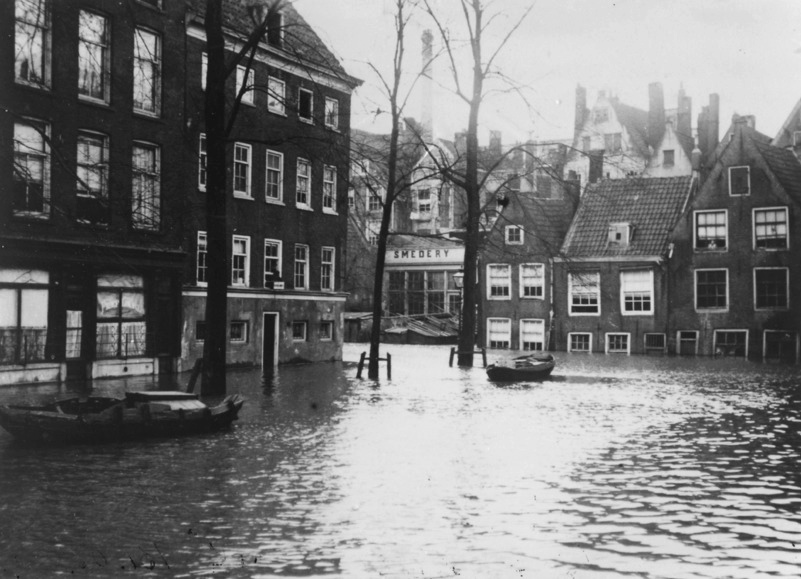
Het Groenendaal in Rotterdam

De Stormvloed van 1906 is een stormvloed die plaatsvond op 12 maart 1906. Hierbij werden vooral Zeeland en Vlaanderen getroffen. Doordat de overstroming overdag plaatsvond, vielen er weinig dodelijke slachtoffers. De schade was aanzienlijk aan grote delen van de Belgische kust en het stroomgebied van de Schelde. Landverlies trad niet op. In Vlissingen werden zeer hoge waterstanden gemeten, die alleen bij de watersnood van 1953 zijn overtroffen.
Na deze stormvloed is besloten om de dijken te voorzien van muraltmuurtjes.

## Vlaanderen
Op 12 maart 1906 om 16 uur steeg het water in Antwerpen, gepaard gaande met orkaanwinden uit het zuidwesten, tot 7,50 m boven het normaal niveau en liepen langs de Schelde en zijn zijrivieren zowat alle laaggelegen gebieden onder water, stroomopwaarts tot voorbij Dendermonde. Er overstroomde 4.000 hectare land en 1.000 huizen kwamen in het water te staan, meer dan 4.000 mensen waren dakloos. In Kallo, Melsele, Hamme, Moerzeke en Grembergen was de overstroming het meest ingrijpend. Men evacueerde honderden bejaarden en kinderen om besmettelijke ziekten te voorkomen. Er waren in totaal 7 dijkbreuken.
Het Scheldewater liep bij vloed maandenlang door de stroomgaten en zette 2.880 hectaren laaggelegen land onder water. Bij eb vloeide het overstromingswater langs de stroomgaten slechts gedeeltelijk terug naar de Schelde. De overstromingen verminderden slechts naarmate men de dijkbreuken kon herstellen en de stroomgaten kon dichten. Op 12 mei 1906, dus dag op dag twee maanden na de overstroming, was het zover en stroomde dankzij de dichtgemaakte dijkbreuken geen Scheldewater meer over het vlakke land. Daarna duurde het nog twee maanden alvorens het overstroomde land droog getrokken was. De droogmakingswerken eindigden op 12 juli 1906, dus vier maanden na de dijkdoorbraken.

### Slachtoffers
Er vielen verhoudingsgewijs weinig slachtoffers, vooral omdat mensen de kans hadden op tijd te vluchten voor het opkomende water. In Melsele verdronken drie mensen. In Oostende had het scheepvaartverkeer zwaar te verduren onder het noodweer en raakte een visserssloep met vijfkoppige bemanning in moeilijkheden vlak bij de kaaien. Na ongeveer een uur zonk het bootje door de kracht van het water, waarbij de vijf vissers om het leven kwamen. Dit zorgde voor heel wat beroering, omdat vele toeschouwers die zich op de kade hadden verzameld, de doodstrijd van de mannen hadden zien gebeuren, terwijl er geen reddingsactie werd ondernomen. Ook een andere vissersboot raakte in Oostende in de problemen, maar de bemanning hiervan kon zich in veiligheid brengen.